# Testico
Tèstico ( Téštegu, Téstegu o Téstego in ligure) è un comune italiano di 170 abitanti della provincia di Savona in Liguria.

## Geografia fisica
Il territorio di Testico è situato nei pressi della dorsale che divide le due valli dei torrenti Merula e Lerrone.

## Storia

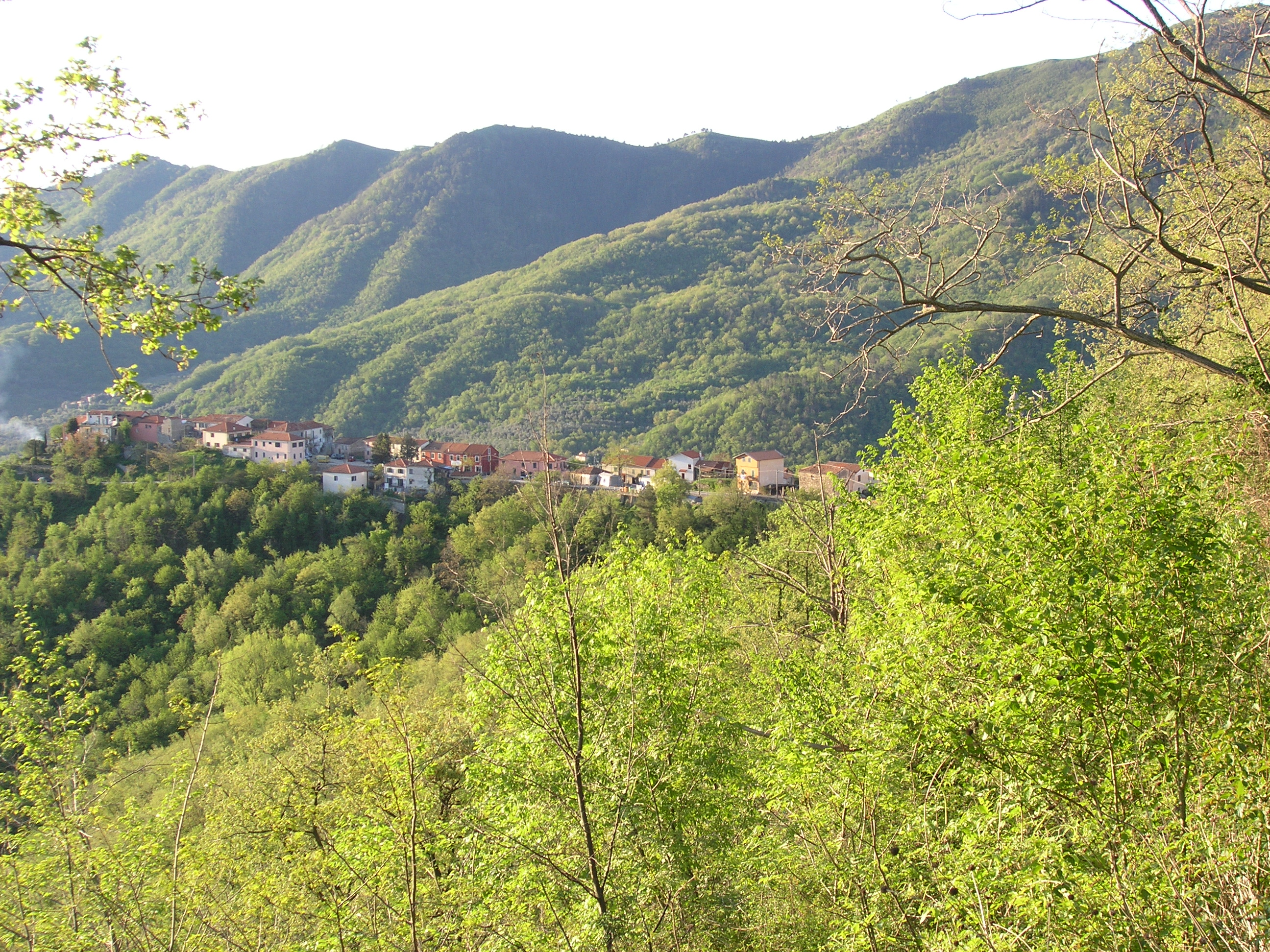
Panorama del territorio dalla SP 18

L'origine del toponimo Testico deriverebbe dal nome Testagus che gli stessi Romani diedero al colle dove successivamente si svilupperà il primo castrum Testagi, un insediamento considerato strategico e prettamente ad uso militare - difensivo lungo il crinale tra le valli Merula e Lerrone. Alla dominazione romana seguì l'opera di evangelizzazione intrapresa dai monaci benedettini, che ribattezzeranno il luogo con il toponimo di San Pietro del Testico.
Parte del Contado di Albenga, così come riportato nella carta di re Ludovico II, datata all'869, il territorio di San Pietro del Testico rientrò in un periodo tra il XII e il XIII secolo tra i possedimenti della Castellania di Montarosio, quindi unito ad altri paesi e "castelli" della valle di Oneglia, ma soggetto alla giurisdizione civile e criminale della diocesi di Albenga quale "feudo ecclesiastico".
Fu dal 30 gennaio 1298 che questa zona del ponente savonese, dopo il benestare di una bolla papale di Bonifacio VIII, venne venduta dal vescovo albenganese Nicolò Vascone alla famiglia Doria, nel particolare nelle dirette mani di Nicolò e Federico Doria.
Luogo di rifugio collinare durante le periodiche incursioni dei pirati per tutto il medioevo, la diretta proprietà delle valli superiori ed inferiori di Oneglia passarono dal 30 aprile 1576 alle dipendenze del duca Emanuele Filiberto di Savoia; tuttavia, i feudi di Cesio e Testico rimasero tra i possedimenti personali del signore Gian Gerolamo Doria del principato onegliese.
Circa due secoli dopo - nel 1738 - un decreto reale di Carlo Emanuele III di Savoia aggregò infine i restanti due territori al Regno di Sardegna, sotto la temporanea giurisdizione del marchese Doria di Cirié.
Patì negli anni delle campagne napoleoniche in Italia il passaggio delle truppe d'oltralpe che, nel 1796, valicato il passo del Ginestro, giunsero a Testico dove spogliarono di ogni bene prezioso la locale parrocchiale dei Santi Pietro e Paolo, razzie nel paese e la sfigurazione dell'antico stemma nobiliare doriesco presso il portale della chiesa.
Annessa alla Repubblica Ligure dal 1801, la municipalità di Testico fece parte dal 1803 del V cantone del Capo Mele nella Giurisdizione degli Ulivi, salvo poi essere soppressa dal 1804 in favore dell'unica municipalità di Stellanello, inserita dal 13 giugno 1805 al 1814 nel Dipartimento di Montenotte del Primo Impero francese.
Ricostituito nel 1815 il comune di Testico e ceduta da Stellanello la frazione di Poggio Bottaro (1818), fu inglobato nella provincia di Albenga del Regno di Sardegna, così come stabilì il Congresso di Vienna del 1814, e successivamente nel Regno d'Italia dal 1861. Dal 1859 al 1926 il territorio fu compreso nel III mandamento di Andora del circondario di Albenga facente parte della provincia di Genova; nel 1927 con la soppressione del circondario ingauno passò, per pochi mesi, nel circondario di Savona e, infine, sotto la neo costituita provincia di Savona.
Con il Regio Decreto n. 774 del 28 marzo 1929 a Testico fu aggregata la frazione di Ginestro dal soppresso comune di Vellego che, in parte, confluì sotto la municipalità di Casanova Lerrone.
Durante le fasi conclusive della seconda guerra mondiale il territorio testicese fu teatro dell'omonimo eccidio che, il 15 aprile 1945, e per mano dei soldati tedeschi della Wehrmacht, portò all'uccisione di 29 civili di Testico e frazioni.
Dal 1973 al 31 dicembre 2008 ha fatto parte della Comunità montana Ingauna e, con le nuove disposizioni della Legge Regionale n° 24 del 4 luglio 2008, ha fatto parte fino al 2011 della Comunità montana Ponente Savonese. Dal 2014 al 2019 ha fatto parte dell'Unione dei comuni della Val Merula e di Montarosio.

### Simboli
Stemma
Gonfalone

Lo stemma e il gonfalone sono stati concessi con decreto del presidente della Repubblica del 29 ottobre 1949.

## Monumenti e luoghi d'interesse

La chiesa parrocchiale dei Santi Pietro e Paolo a Testico

### Architetture religiose
- Chiesa parrocchiale dei Santi Pietro e Paolo a Testico Ricostruita nel XVII secolo in stile barocco, conserva al suo interno una pregiata pala di Lazzaro Tavarone del XVI secolo ed affreschi settecenteschi sul battistero e sulla volta.
- Oratorio di Sant'Antonio Eremita a Testico, posto di fronte alla parrocchiale.
- Chiesa parrocchiale di San Bernardo nella frazione di Ginestro, risalente al XVIII secolo.
- Cappella di Santa Libera nella frazione di Ginestro.
- Oratorio di Santa Maria delle Grazie nella frazione di Ginestro.
- Cappella della Presentazione di Maria al tempio nella frazione di Ginestro. L'ultimo restauro risale al 1998.
- Cappella dei Santi Rocco e Lucia nella frazione di Poggio Bottaro.
- Cappella di San Sebastiano nell'omonima località.
- Cappella di San Mauro.
- Cappella dell'Assunzione. Sita sulla strada che collega Vellego (frazione di Casanova Lerrone) con il passo del Ginestro si trova nel punto in cui il rio Grande, congiungendosi con il rio Vaglie, forma il torrente Lerrone.

### Architetture militari
- Castello di Testico. Dell'antico maniero difensivo, costruito dalla famiglia genovese Doria nel XIII secolo, rimangono ad oggi solo qualche rudere sul monte Arosio.

## Società

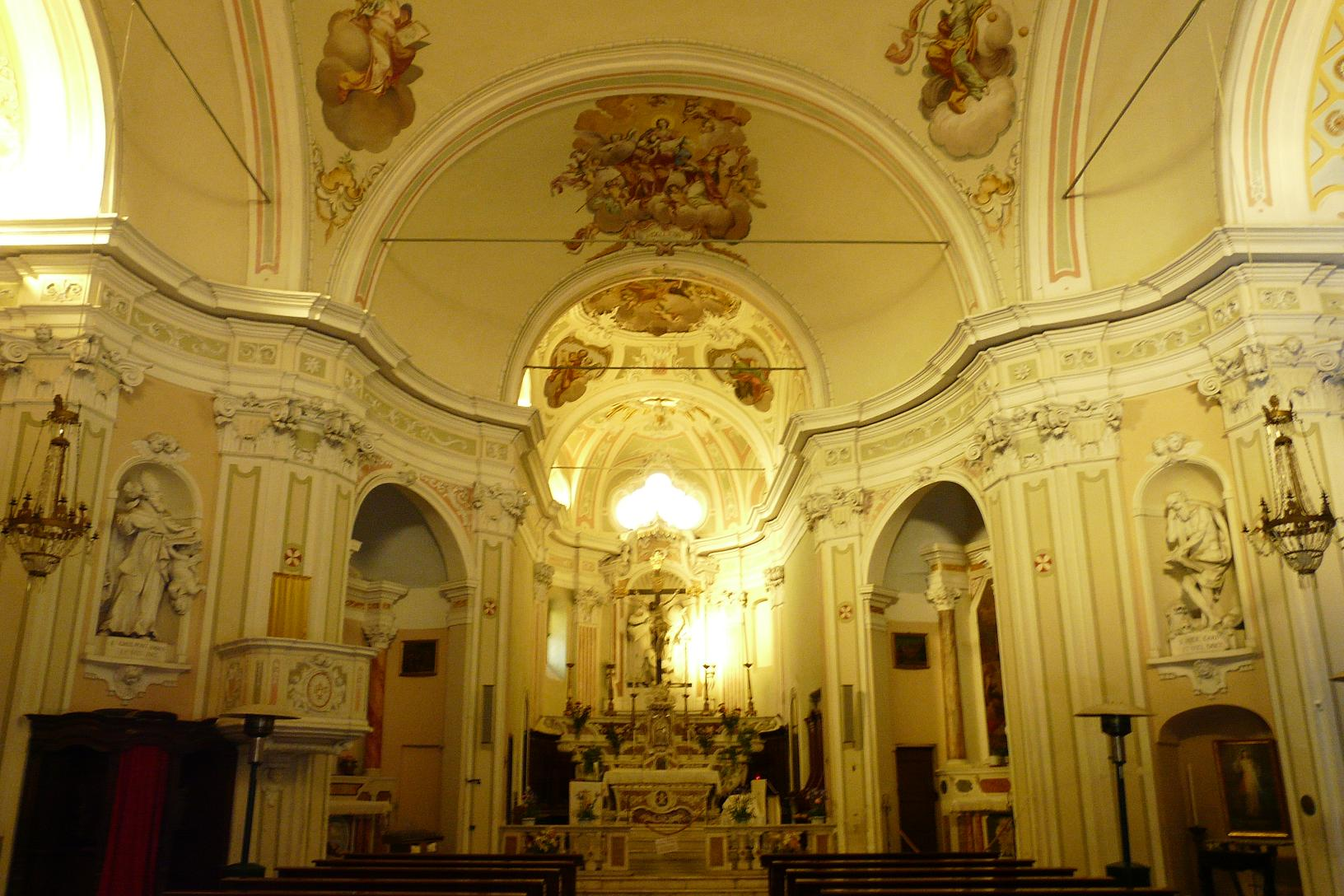
Interno della chiesa parrocchiale dei Santi Pietro e Paolo

### Evoluzione demografica
Abitanti censiti

### Etnie e minoranze straniere
Secondo i dati Istat al 31 dicembre 2019, i cittadini stranieri residenti a Testico sono 22.

## Geografia antropica
Il territorio comunale è costituito, oltre al capoluogo, dalle frazioni di Ginestro e Poggio Bottaro per una superficie territoriale di 10,22 km². Fanno altresì parte del capoluogo comunale le borgate storiche di Cà del Rosso, Caselle, Dani e Roggio e le località di Pezzuolo, Praello e San Sebastiano; a Ginestro, le borgate di Poggio, Case e Costa.
Confina a nord con il comune di Casanova Lerrone, a sud con Stellanello, ad ovest con Cesio (IM) e Chiusanico (IM) e ad est con Casanova Lerrone e Stellanello.

## Economia
Basa principalmente la sua attività economica sull'allevamento del bestiame, grazie ai vasti pascoli di ovini e bovini, seppur ad oggi molto limitato.

## Infrastrutture e trasporti

### Strade
Il territorio di Testico è attraversato principalmente dalla strada provinciale 18 che permette il collegamento stradale con Stellanello, ad est. Altra arteria del territorio testicese è la SP 13 collegante i comuni di Stellanello, a sud, e Casanova Lerrone e Cesio verso nord-ovest.

## Amministrazione

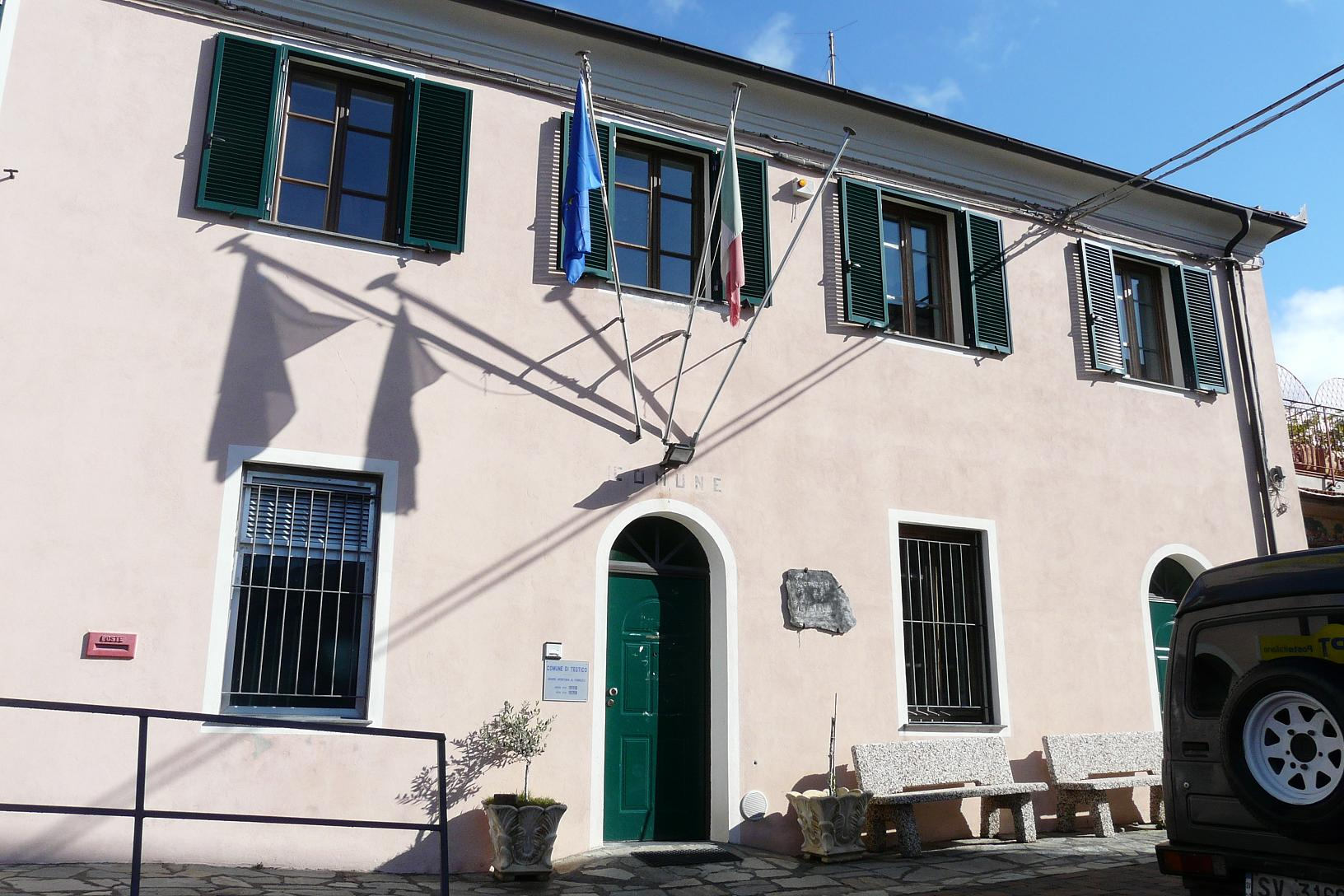
Il municipio

| Periodo         | Periodo         | Primo cittadino       | Partito                                                        | Carica  | Note   |
| --------------- | --------------- | --------------------- | -------------------------------------------------------------- | ------- | ------ |
| 9 luglio 1988   | 3 febbraio 1989 | Franco Vairo          | Democrazia Cristiana                                           | Sindaco | [ 17 ] |
| 3 febbraio 1989 | 14 giugno 1993  | Silvio Aicardi        | Democrazia Cristiana                                           | Sindaco |        |
| 14 giugno 1993  | 28 aprile 1997  | Silvio Aicardi        | Democrazia Cristiana                                           | Sindaco |        |
| 12 maggio 1997  | 14 maggio 2001  | Silvio Aicardi        | Centro Cristiano Democratico                                   | Sindaco |        |
| 14 maggio 2001  | 30 maggio 2006  | Fulvio Ricci          | Unione di Centro                                               | Sindaco |        |
| 30 maggio 2006  | 16 maggio 2011  | Sandro Livio Gagliolo | Unione di Centro                                               | Sindaco |        |
| 30 maggio 2011  | 5 giugno 2016   | Romolo Laureri        | Tradizione e futuro di Testico (lista civica di centro-destra) | Sindaco |        |
| 20 giugno 2016  | 4 ottobre 2021  | Lucia Moscato         | Passione Testico (lista civica)                                | Sindaco |        |
| 4 ottobre 2021  | in carica       | Lucia Moscato         | Passione Testico (lista civica)                                | Sindaco |        |